# Michael Fuchs-Gamböck
Michael Fuchs-Gamböck (* 10. März 1965 in Friedberg) ist ein deutscher Redakteur und Autor.

## Biographie
Nach Abschluss der Wirtschaftsschule in Aichach 1984 studierte er bis März 1985 Italienische Sprache an der Ausländeruniversität Perugia. Er volontierte bei Tageszeitung, Monatsmagazin und Lokalradio in Augsburg, gewann 1985 den Literaturnachwuchspreis des Theaterfestivals München. Später hielt er sich in Japan und Italien auf, um von dort für Kultur-Pressebüros in Deutschland zu arbeiten. In Italien wurde er zudem Redaktionschef eines zweisprachigen Radiosenders. Zwischen Sommer 1989 und Sommer 1994 war Fuchs-Gamböck Redakteur sowie Ressortleiter Musik der deutschen Ausgabe des Zeitgeistmagazins Wiener. 
Seit Juli 1994 arbeitet Fuchs-Gamböck als freier Autor für Playboy, Cosmopolitan, Focus, Musikexpress, eclipsed, Marie Claire und dpa. Daneben ist er auch als Buchautor tätig. Zu seinen Werken zählen Publikationen über das „Phänomen Techno“, Biografien über Xavier Naidoo, Shakira, Rammstein, Tokio Hotel und Lena Meyer-Landrut zusammen mit Co-Autor Thorsten Schatz, Interview-Sammlungen von Gesprächen u. a. mit den Rolling Stones, Madonna und David Bowie sowie Beiträge in Literatur-Anthologien.

## Werke (Auswahl)
- Beste Reste – 40 Promis kochen mit den Resten aus ihrem Kühlschrank, 3H Verlag 2020, ISBN  978-3981987874.
- mit Thorsten Schatz: Jan Delay: Die Biografie, Heyne 2011, ISBN 978-3453640511.
- mit Thorsten Schatz: Unheilig. Der Graf und seine Welt, Bastei Lübbe 2011, ISBN 978-3404606641.
- mit Thorsten Schatz: Justin Bieber: Die ganze Geschichte, Blanvalet 2011, ISBN 978-3442377701.
- mit Thorsten Schatz: David Garrett: Der Rebell mit der Geige, Knaur 2010, ISBN 978-3426784310.
- mit Thorsten Schatz: Shakira – Die Biografie. Hannibal Verlag, Höfen 2009, ISBN 978-3-85445-307-9.
- Ich hatte sie alle! Tee mit Madonna, Cognac mit Ron Wood, Periplaneta 2009, ISBN 978-3940767233.
- Rock & Roll Tagebuch, Schwarzkopf & Schwarzkopf 2002, ISBN 978-3896023971.
- Gedd’ it?! 66 Rock’n’Roll-Interviews aus 10 Jahren, Schwarzkopf & Schwarzkopf 2000, ISBN 978-3896023315.